# Hypothèses de mélange de Prandtl
 (janvier 2018).

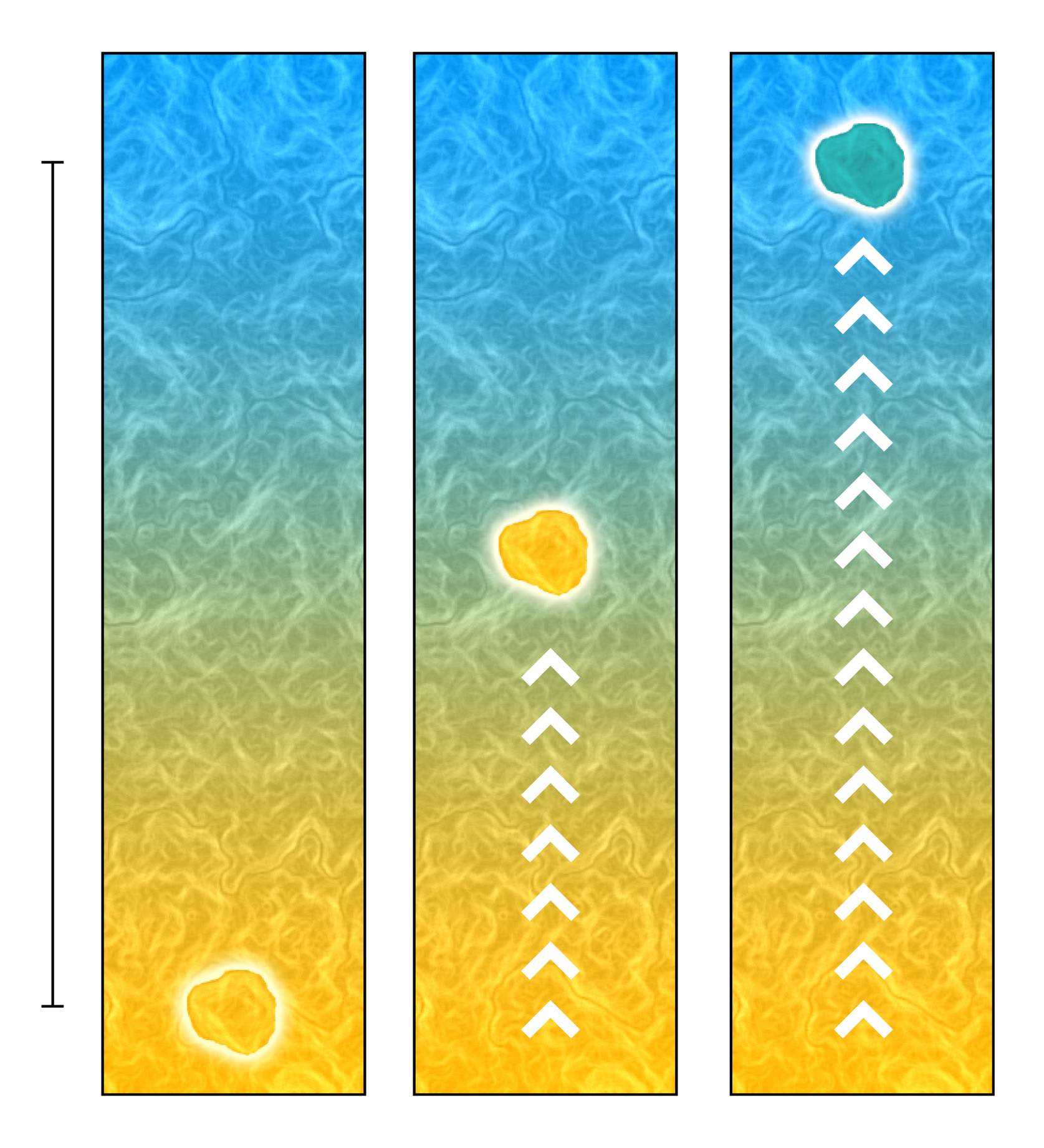
La longueur de mélange est la distance sur laquelle une parcelle de fluide conservera ses caractéristiques d'origine avant de se disperser dans le fluide environnant. Ici, la barre située à gauche de la figure représente la longueur de mélange.

L’existence d’une longueur de mélange dans un écoulement fluide est une hypothèse importante formulée en 1925 par L. Prandtl, afin de calculer les inconnues supplémentaires qui apparaissent dans les équations de Navier-Stokes d'un fluide en régime turbulent.

## Principe
En mécanique des fluides, les tourbillons peuvent être représentés comme le produit d’une vitesse et d'une longueur caractéristique, dite longueur de mélange. Dans un écoulement à deux fluides miscibles, par exemple, cette longueur pourra être la distance entre le point d'impact de deux jets fluides, et le point où le champ de vitesse de l'écoulement devient uniforme (jet homocinétique). Elle est également appelée « longueur de cohérence », puisqu'on peut aussi l'interpréter comme la distance moyenne parcourue par une zone de turbulence avant qu'elle se fonde dans un jet stationnaire de l'écoulement. Dit encore autrement, il s'agit de la distance sur laquelle la structure turbulente gardera sa cohérence/propriétés physiques avant dispersion.
Dans un écoulement en conduite caractérisé par un diamètre caractéristique D, la longueur de mélange {\displaystyle l_{m}} peut ainsi s'écrire:
{\displaystyle l_{m}^{2}=D{\sqrt {(\Delta y)^{2}}}}.
où {\displaystyle \Delta y} est la distance à la paroi de la conduite.
Grâce à cette définition, on formule la première hypothèse de Prandtl pour le cisaillement de turbulence {\displaystyle \tau } :
{\displaystyle \tau =\rho l_{m}^{2}\left|{\frac {\partial {\overline {u}}}{\partial y}}\right|{\frac {\partial {\overline {u}}}{\partial y}}}
où :
- {\displaystyle \rho } est la masse volumique du fluide en mouvement
- {\displaystyle {\overline {u}}} est sa vitesse moyenne

Si l'on suppose que la longueur de mélange est constante, le cisaillement de Reynolds évolue proportionnellement au carré de la vitesse d'écoulement moyen.
On obtient finalement pour la viscosité {\displaystyle \epsilon _{m}} du fluide :
{\displaystyle \epsilon _{m}=l_{m}^{2}\left|{\frac {d{\overline {u}}}{dy}}\right|}.